# 4873 Fukaya
4873 Fukaya è un asteroide della fascia principale. Scoperto nel 1990, presenta un'orbita caratterizzata da un semiasse maggiore pari a 3,0241287 UA e da un'eccentricità di 0,0953404, inclinata di 10,79722° rispetto all'eclittica.